# Леопольд Факко
Леопольд Факко (нім. Leopold Facco, 10 листопада 1907 — жовтень 1993) — австрійський футболіст, що грав на позиції крайнього нападника. Відомий виступами у складі клубів «Брігіттенауер», «Адміра» і «Вінер Шпорт-Клуб», а також національної збірної Австрії. Дворазовий чемпіон Австрії, володар кубка Австрії.

## Клубна кар'єра
На найвищому рівні дебютував у складі команди «Брігіттенауер» в останньому матчі сезону 1926/27 у червні в грі проти команди «Вієнна» і одразу відзначився забитим голом, хоч його команда і програла з рахунком 1:2. В складі «Брігіттенауера» провів наступні 2,5 роки своєї кар'єри.
До складу клубу «Адміра» (Відень) приєднався посеред сезону 1929–1930. В перших своїх двох сезонах здобував «срібло» чемпіонату. Високу результативність продемонстрував у кубку Австрії 1931 року. Той розіграш проводився за експериментальною круговою системою в одне коло, а участь ньому брали участь десять провідних клубів країни. «Адміра» у підсумку посіла 3 місце, а Факко у дев'яти матчах турніру забив 14 голів і став найкращим бомбардиром змагань.
В 1932 році «Адміра» здобула «дубль» — перемогла і в чемпіонаті країни, і в кубку. В національній першості клуб на 2 очка випередив «Вієнну». На рахунку Факко 13 матчів і 4 голи у чемпіонаті. У кубку у фіналі був переможений «Вінер АК» з рахунком 6:1, але без участі Леопольда. Проте він грав і відзначився забитим голом у півфінальній грі проти «Рапіду» (4:1). Грав Факко також у кубку Мітропи 1932, де його «Адміра» поступилась за сумою двох матчів чеській «Славії» (0:3, 1:0).
У 1934 році разом з командою вдруге здобув титул чемпіона Австрії. Зіграв у сезоні 12 матчів і забив 4 голи, а «Адміра» на два очка випередила «Рапід». У кубку країни не виступав, тому може вважатись його переможцем лише умовно. Того ж 1934 року «Адміра» дісталась фіналу кубка Мітропи. Внесок Факко у цей успіх мінімальний — він зіграв лише у першій грі турніру проти «Наполі» (0:0).
У сезоні 1934/35 Леопольд зіграв у складі «Адміри» лише два матчі і перейшов до складу французької команди другого дивізіону «Руан». Повернувся на батьківщину за рік до складу команди «Вінер Шпорт-Клуб». У першому сезоні зіграв 14 матчів і забив 6 голів у чемпіонаті (команда посіла 6-те місце) і 4 голи у чотирьох матчах кубка, у якому клуб дістався півфіналу. Наступного року клуб посів сьоме місце, але дістався фіналу кубка Австрії. Щоправда вклад Факко у цей успіх мінімальний — він зіграв лише у матчі 1/16 фіналу проти «Леопольдштаттера» (9:1).
Завершував кар'єру у клубах «Грацер» і «Баденер».

## Виступи за збірну
У складі збірної Австрії дебютував у листопаді 1930 року у поєдинку зі збірною Швеції (4:1). Ще один матч зіграв проти Італії (1:2) у кубку Центральної Європи, який австрійська збірна у підсумку виграла.
Також виступав у складі збірної Відня. У 1931 році зіграв у виїзних матчах проти збірних Кельна (перемогли 6:1) і Дуйсбурга (6:2).

## Досягнення
- Чемпіон Австрії (2): 1932, 1934
- Срібний призер чемпіонату Австрії (2): 1930, 1931
- Володар кубка Австрії (2): 1932
- Фіналіст кубка Мітропи (1): 1934
- Володар кубка Центральної Європи (1): 1931–1932

## Статистика

### Статистика клубних виступів
| Клуб             | Сезон   | Ліга  | Ліга | Кубок | Кубок | Кубок Мітропи | Кубок Мітропи | Всього | Всього |
| Клуб             | Сезон   | Матчі | Голи | Матчі | Голи  | Матчі         | Голи          | Матчі  | Голи   |
| ---------------- | ------- | ----- | ---- | ----- | ----- | ------------- | ------------- | ------ | ------ |
| Брігіттенауер    | 1926/27 | 1     | 1    | 0     | 0     | -             | -             | 1      | 1      |
| Брігіттенауер    | 1927/28 | 8     | 1    | 3     | 3     | -             | -             | 11     | 4      |
| Брігіттенауер    | 1928/29 | 21    | 5    | 1     | 1     | -             | -             | 22     | 6      |
| Брігіттенауер    | 1929/30 | ?     | ?    | 0     | 0     | -             | -             | ?      | ?      |
| Брігіттенауер    | Всього  | 30+   | 7+   | 4     | 4     | 0             | 0             | 34+    | 11+    |
| Адміра (Відень)  | 1929/30 | 7     | 1    | 1     | 0     | -             | -             | 8      | 1      |
| Адміра (Відень)  | 1930/31 | 18    | 4    | 8+    | 14    | -             | -             | 26+    | 18     |
| Адміра (Відень)  | 1931/32 | 13    | 4    | 2     | 1     | -             | -             | 15     | 5      |
| Адміра (Відень)  | 1932/33 | 10    | 5    | 2     | 2     | 2             | 0             | 14     | 7      |
| Адміра (Відень)  | 1933/34 | 12    | 4    | 0     | 0     | -             | -             | 12     | 4      |
| Адміра (Відень)  | 1934/35 | 2     | 0    | 0     | 0     | 1             | 0             | 1      | 0      |
| Адміра (Відень)  | Всього  | 62    | 18   | 13+   | 17    | 3             | 0             | 78+    | 35     |
| Руан             | 1934/35 | ?     | ?    | ?     | ?     | -             | -             | ?      | ?      |
| Вінер Шпорт-Клуб | 1935/36 | 14    | 6    | 4     | 4     | -             | -             | 18     | 10     |
| Вінер Шпорт-Клуб | 1936/37 | 8     | 1    | 1     | 0     | -             | -             | 9      | 1      |
| Вінер Шпорт-Клуб | Всього  | 22    | 7    | 5     | 4     | 0             | 0             | 27     | 11     |

### Статистика виступів за збірну
| Дата       | Місто  | Господарі | Результат | Гості   | Турнір                             | Голи | Примітки |
| ---------- | ------ | --------- | --------- | ------- | ---------------------------------- | ---- | -------- |
| 16/11/1930 | Відень | Австрія   | 4 – 1     | Швеція  | товариський матч                   | -    |          |
| 22/02/1931 | Мілан  | Італія    | 2 – 1     | Австрія | Кубок Центральної Європи 1931—1932 | -    |          |
| Усього     |        | Матчів    | 2         |         | Голів                              | 0    |          |

### Статистика виступів у кубку Мітропи
| №                      | Розіграш               | Стадія                 | Дата та місце проведення | Команда 1              | Рахунок | Команда 2       | Голи |
| ---------------------- | ---------------------- | ---------------------- | ------------------------ | ---------------------- | ------- | --------------- | ---- |
| 1                      | 1932                   | 1/4                    | 18.06.1932 Прага         | Славія (Прага)         | 3:0     | Адміра (Відень) |      |
| 2                      | 1932                   | 1/4                    | 26.06.1932 Відень        | Адміра (Відень)        | 1:0     | Славія (Прага)  |      |
| 3                      | 1934                   | 1/8                    | 17.06.1934 Відень        | Адміра (Відень)        | 0:0     | Наполі          |      |
| Всього у кубку Мітропи | Всього у кубку Мітропи | Всього у кубку Мітропи | Всього у кубку Мітропи   | Всього у кубку Мітропи | 3       |                 | 0    |